# Grewia robusta
Grewia robusta là một loài thực vật có hoa trong họ Cẩm quỳ. Loài này được Burch. mô tả khoa học đầu tiên năm 1824.